# Görz und Gradisca

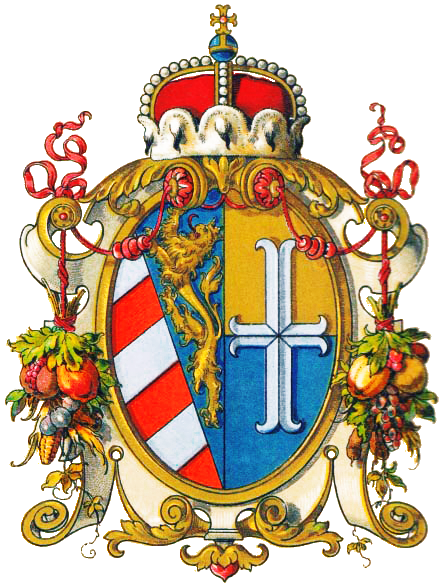
Wappen der Gefürsteten Grafschaft Görz und Gradisca (Hugo Gerard Ströhl, 1890)

Die Grafschaft Görz, ab 1365 Gefürstete Grafschaft Görz, 1747 zur Gefürsteten Grafschaft Görz und Gradisca erweitert, war ein im Mittelalter entstandenes Territorium im südöstlichen Alpenraum. 1500 fiel das Gebiet an die Habsburger, war bis 1918 ein Kronland der Habsburgermonarchie und gehörte zum Österreichischen Küstenland. Namensgebend sind die seit 1918 zu Italien gehörenden Städte Görz und Gradisca d’Isonzo.

## Geschichte

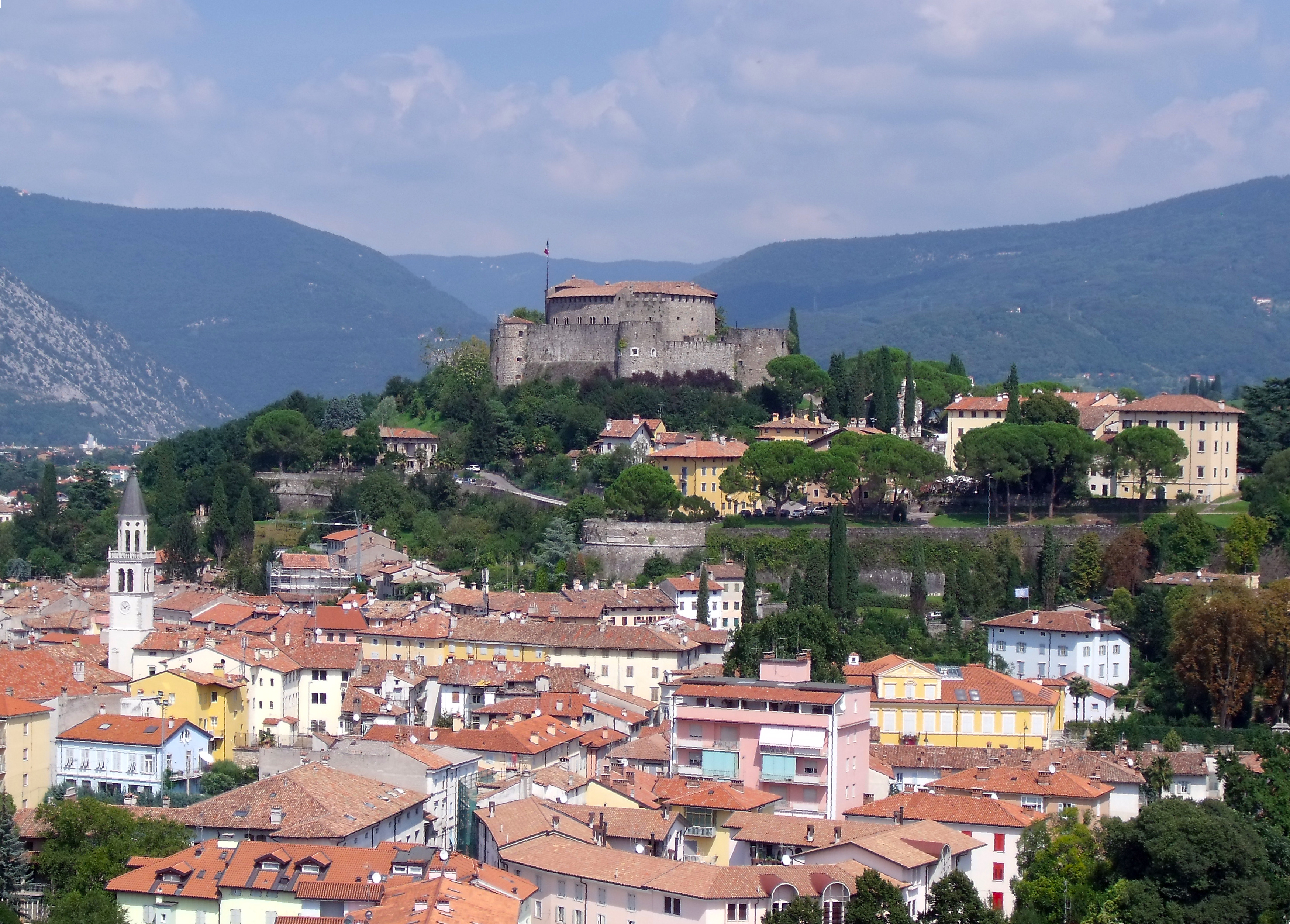
Görz und die Burg der Grafen von Görz

### Mittelalter
Die Grafschaft Görz entstand als Herrschaftsbildung der Meinhardiner seit dem Anfang des 12. Jahrhunderts. Die Abstammung des seit 1107 belegten Pfalzgrafen Engelbert I. und dessen Bruder Meinhard I. von Görz, ab ca. 1142 Graf von Görz, ist im Detail nicht geklärt. Näheres dazu siehe Engelbert I. von Görz. Entscheidend für den Aufstieg des Geschlechtes war die enge Verbindung zum Patriarchat Aquileia, die den Görzern die Erwerbung großer Lehensgüter in Friaul und Istrien, darunter auch der Stammsitz Görz, ermöglicht hatte.
1271 teilten die Brüder Meinhard II. von Tirol und Görz (IV.) und Albert I. von Görz die Besitzungen des Hauses Görz. Meinhard behielt sich die relativ geschlossene Grafschaft Tirol vor, die sein Vater Meinhard I. von Tirol und Görz (III.) 1253 von Graf Albert III. von Tirol geerbt hatte, während Albert die Stammburg mit der inneren (d. h. eigentlichen) Grafschaft Görz, die Besitzungen in Istrien, Friaul und Kärnten und das Pustertal erhielt. Die von den Brüdern abstammenden Linien des Geschlechts gingen in der Folgezeit getrennte Wege. Die ältere Linie beherrschte neben Tirol von 1286 bis 1335 auch Kärnten. Nach dem Aussterben der männlichen Tiroler Linie hat Margarete von Tirol deren Besitzungen 1363 an den Erben Rudolf IV. aus dem Haus Habsburg übergeben.
Die eigentliche Grafschaft Görz war im Besitz der jüngeren Linie und umfasste Gebiete von Innichen und Lienz im Norden bis fast an die Adriaküste im Süden.
Die Machtbasis der Görzer Grafen wurde im 14. Jahrhundert durch Herrschaftsteilungen sehr geschmälert. 1303 bereitete Albert I. († Sept.1304) – er hatte noch 1277 von König Rudolf I. für seine Verdienste im Kampf gegen König Ottokar II. die Herrschaft Meichau (slowenisch Mehovo) und die dazugehörige Weißkrain mit Tschernembl und Möttling erhalten – für seine Söhne Heinrich und Albert eine Gebietsteilung vor, die 1307 realisiert wurde: Albert II. († 1327) bekam die Besitzungen im Pustertal und Kärnten, Heinrich III. alle görzischen Gebiete südlich der Dolomiten und Karawanken. Nach dem Tode Heinrichs III. 1323, der ein Verbündeter Herzog Friedrichs des Schönen im Kampf gegen Ludwig IV. von Bayern war und weiters sogar Treviso und Padua an sich gebracht hatte, gab es vom Pustertal bis Istrien vier verschiedene görzische Grafschaften. Wegen der Bedrohung der inneren Grafschaft Görz durch Venedig verlegten die Grafen ihre Residenz nach Schloss Bruck bei Lienz, den Mittelpunkt der vordern Grafschaft Görz, das bis zum Schluss ihr Hauptwohnsitz und Herrschaftszentrum blieb.
Meinhard VII. erreichte 1365 die Anerkennung als Reichsfürst durch Kaiser Karl IV.; daher rührt die Bezeichnung gefürstete Grafschaft. Sein Bruder Albert III. hatte durch Teilung 1342 die Grafschaft Mitterburg (Pisino) in Istrien und den Besitz in der Windischen Mark und Möttling übernommen, vermachte seine Gebiete 1364 den Habsburgern und starb 1374.
Heinrich VI. († 1454) vereinigte 1430 den Restbesitz der Familie und schloss 1437 einen Erbvertrag mit den Grafen von Cilli (erloschen 1456), der einen älteren Erbvertrag mit den Habsburgern aus dem Jahr 1394 ersetzen sollte. Im Streit um das Erbe der Grafen von Cilli unterlagen die Görzer gegen Kaiser Friedrich III. Sie mussten im Frieden von Pusarnitz 1460 zusätzlich viele Besitzungen am Nordrand ihrer Grafschaft abtreten. Nur Lienz gewannen sie 1462 durch einen Aufstand zurück.

### Habsburgerherrschaft 1500–1918

Die Herzogthümer Kärnthen und Krain, die Grafschaft Görz & Gradisca, die Markgrafschaft Istrien und die reichsunmittelbare Stadt Triest 1863

Leonhard von Görz, der letzte Graf von Görz, versuchte zeitlebens vergeblich, durch verschiedenste Bündnisse den verlorenen Besitz in Kärnten zurückzugewinnen. Er schloss dann aber mittels der Tätigkeit seines Administrators Virgil von Graben 1500 doch einen neuen Erbvertrag mit den Habsburgern und verstarb kurz danach. Vertragsgemäß und doch unter großer Mithilfe von Virgil und seinem Sohn Lukas von Graben fielen seine gesamten Besitzungen an Maximilian I. Obwohl dieser die Gebiete um Lienz, die vordere Grafschaft, mit Tirol vereinigte, blieb Görz aber als Land mit eigenem Landtag erhalten. In der Zeit kurz nach 1500 wurde Görz durch den Reichsverweser (Kapitän) Von Graben verwaltet. Es wurde zur innerösterreichischen Ländergruppe gerechnet. Die Görzer Stände orientierten sich politisch zumeist an der Steiermark, dem größten Land Innerösterreichs. Allerdings spielte in Görz die Ausbreitung der Reformation im 16. Jahrhundert eine weitaus geringere Rolle. Bei der habsburgischen Länderteilung von 1564 kam Görz unter die Herrschaft Karls von Innerösterreich.
1717 fiel die Gefürstete Grafschaft Gradisca durch Erbschaft an Habsburg; die Eggenberg (Adelsgeschlecht) waren ausgestorben, für die 1647 von Kaiser Ferdinand III. Gradisca von der inneren Görz abgespalten und gefürstet hatte. Die beiden Länder wurden zur Gefürsteten Grafschaft Görz und Gradisca zusammengefasst.
Die Grafschaft Görz und Gradisca war für Habsburg ein wichtiger Vorposten gegen die Republik Venedig und wirtschaftliches Hinterland der Stadt Triest. 1809–1815 gehörte das Gebiet zu den Illyrischen Provinzen Frankreichs, danach bis 1849 zum österreichischen Königreich Illyrien, dann wurde es mit Triest und Istrien zum neuen Kronland Küstenland (Litorale) vereinigt.
Mit der Reichsverfassung von 1861 erlangten die drei Bestandteile des Küstenlandes ihre Eigenschaft als eigenständige Kronländer mit Landtag, Landesausschuss (Österreich) und vom Kaiser bestelltem Landeshauptmann, doch blieben der gemeinsame k.k. küstenländische Statthalter in Triest und das gemeinsame Gesetz- und Verordnungsblatt für das österreichisch-illirische Küstenland bis 1918 erhalten; die darin enthaltenen Vorschriften waren aber nicht für alle drei Kronländer gültig, ausgenommen gesamtstaatliche Regelungen aus Wien, die der Statthalter nur zu publizieren hatte.
Verwaltungsgliederung von Görz und Gradisca (1868–1918)

Bezirke:
- Bezirk Gradisca
- Bezirk Görz
- Stadt Görz
- Bezirk Monfalcone
- Bezirk Sesana
- Bezirk Tolmein

Gerichtsbezirke:
- Gerichtsbezirk Cervignano
- Gerichtsbezirk Comen
- Gerichtsbezirk Cormons
- Gerichtsbezirk Flitsch
- Gerichtsbezirk Gradisca
- Gerichtsbezirk Görz
- Gerichtsbezirk Haidenschaft
- Gerichtsbezirk Kanalburg
- Gerichtsbezirk Karfreit
- Gerichtsbezirk Kirchheim
- Gerichtsbezirk Monfalcone
- Gerichtsbezirk Sesana
- Gerichtsbezirk Tolmein

Die Grafschaft Görz (blau) Ende des 18. Jahrhunderts

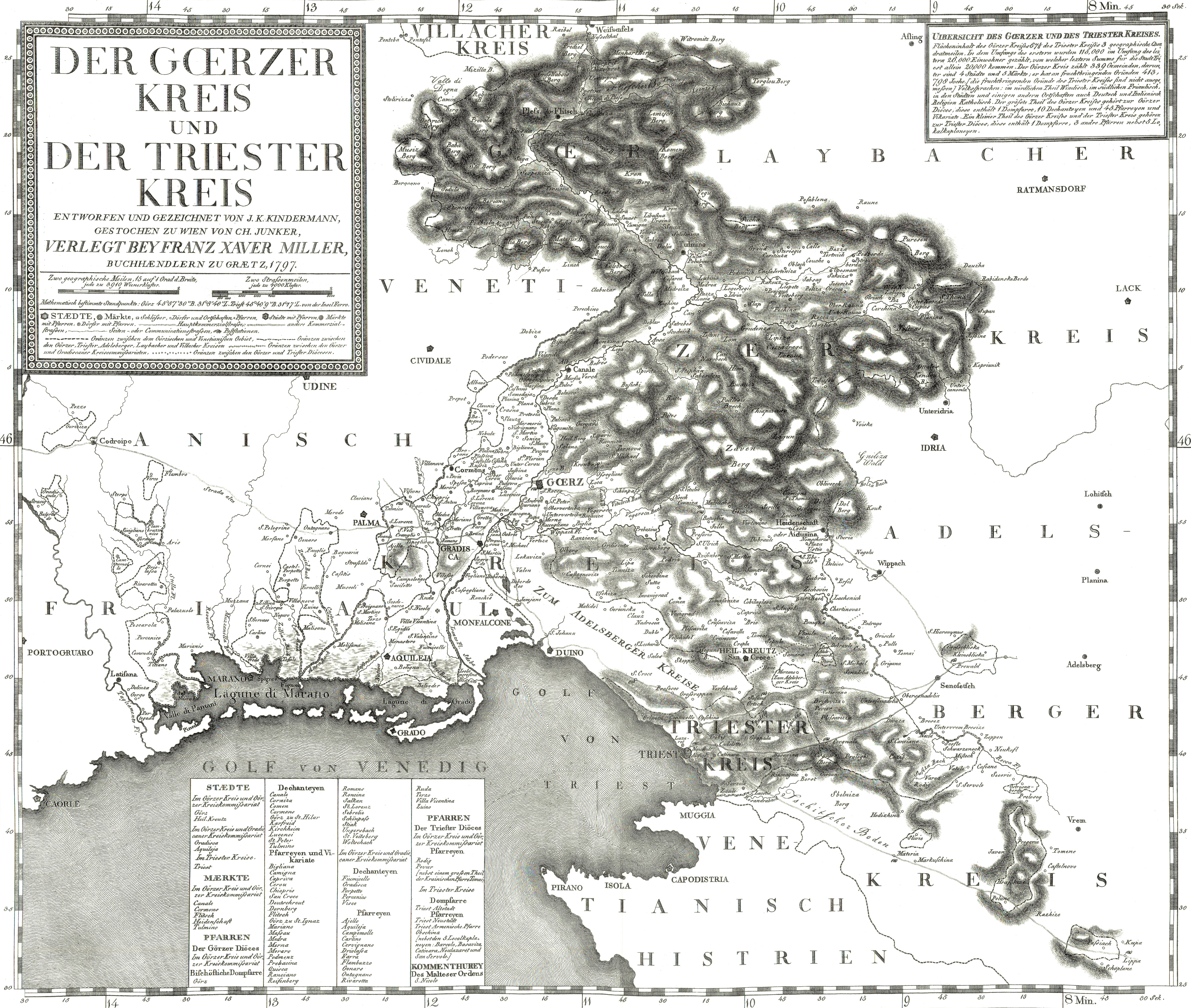
Görzer Kreis und Triester Kreis am Ende des 18. Jahrhunderts

Das Kronland Görz und Gradisca umfasste im Jahr 1900 2918 km² und etwa 240.000 Einwohner. Somit zählte es zu den kleinsten Kronländern Cisleithaniens; nur Vorarlberg und Triest wiesen eine kleinere Fläche und weniger Einwohner auf. In den ersten Jahren des 20. Jahrhunderts profitierte das Kronland von einem großen k.k. Eisenbahninvestitionsprogramm: Im Rahmen der Neuen Alpenbahnen wurde die Wocheiner Bahn vom nördlichsten Savetal nach Görz erbaut, mit Karawankenbahn und Tauernbahn eine neue Direktverbindung nach Salzburg und in den süddeutschen Raum.
Im Ersten Weltkrieg versuchte nach dem Kriegseintritt Italiens 1915 auf der Seite der Gegner Österreich-Ungarns die italienische Armee bis 1917 in zwölf Isonzoschlachten, im Gebiet des Kronlandes in die Donaumonarchie einzudringen. Die Angriffe wurden von der k.u.k. Armee stets abgewehrt, die Stadt Görz aber vorübergehend von Italien besetzt. Das Kronland wurde in diesen riesigen Schlachten enorm mitgenommen. Für italienische Gefallene wurde später am Rand von Görz ein großes, festungsartiges Beinhaus, das Ossario di Oslávia, errichtet.
Nach dem Waffenstillstand vom 3. November 1918 wurde das Kronland von Italien besetzt und gelangte mit dem Friedensvertrag von Saint-Germain 1919 auch völkerrechtlich an das Königreich Italien. Nach dem Zweiten Weltkrieg fiel 1945 fast das ganze Hinterland an Jugoslawien und gehört heute zu Slowenien – nicht aber Gradisca und der Großteil der Stadt Görz, die in Italien verblieben.

## Bevölkerung
Bevölkerungsgruppen laut österreichisch-ungarischen Volkszählungen:
|           | 1880              | 1890              | 1900              | 1910              |
| --------- | ----------------- | ----------------- | ----------------- | ----------------- |
| Slowenen  | 129.857 (61,52 %) | 135.020 (61,29 %) | 140.582 (60,36 %) | 154.564 (59,28 %) |
| Italiener | 73.425 (34,78 %)  | 76.514 (34,73 %)  | 81.136 (34,84 %)  | 90.119 (34,57 %)  |
| Deutsche  | 2.659 (1,26 %)    | 2.195 (0,99 %)    | 3.498 (1,50 %)    | 4.486 (1,72 %)    |
| gesamt    | 211.084           | 220.308           | 232.897           | 260.721           |

Die Bevölkerung war vorwiegend katholisch. Bei der Volkszählung von 1900 war die Zusammensetzung folgendermaßen:

römisch-katholisch: 232.139 (99,67 %)

evangelisch: 354 (0,16 %)

orthodox: 59 (0,03 %)

israelitisch: 295 (0,13 %)

## Wappen
Gespalten, vorne geschrägt, oben in Blau ein golden gekrönter ebensolcher Löwe, unten fünfmal von Silber und Rot gegengeschrägt, für Görz, hinten in geteilt von Gold über Blau ein silbernes Ankerkreuz für Gradisca. Am Schild ein Fürstenhut.